# هرتسگ‌هالوم
هرتسِگ‌هالوم (به مجاری:  Herceghalom) یک شهرداری در مجارستان است که در ناحیه بوداکسی واقع شده‌است. هرتسگ‌هالوم ۷٫۳۸ کیلومتر مربع مساحت و ۲٬۵۹۹ نفر جمعیت دارد.